# Казанлък (община)
Община Казанлък се намира в Южна България и е една от съставните общини на област Стара Загора.

## География

### Географско положение, граници, големина
Общината се намира в северната част на област Стара Загора. С площта си от 634,781 км² е 2-рата по големина сред 11-те общини на областта, което съставлява 12,31 % от територията на областта. Границите ѝ са следните:
- на изток – община Мъглиж;
- на юг – община Стара Загора;
- на югозапад – община Братя Даскалови;
- на запад – община Павел баня;
- на север – община Габрово и община Трявна (област Габрово);

### Природни ресурси

#### Релеф
Релефът на общината е равнинен, ниско и средно планински, като територията ѝ попада в пределите на Стара планина, Казанлъшката котловина и Средна гора.
Северната третина от територията на община Казанлък се заема от южните склонове на Шипченска планина, съставна част от Средна Стара планина. На около 5 км югозападно от Шипченския проход се издига най-високият ѝ връх Шипченски исполин 1523,4 м, който е и най-високата точка на общината.
Южно от Шипченска планина в пределите на общината попадат централните части на Казанлъшката котловина, където надморската височина варира от 320 до 400 м. Тук източно от село Ръжена, на границата с община Мъглиж, в коритото на река Тунджа се намира най-ниската точка на общината – 307 м н.в.
Южната третина на общината се заема от северните склонове на Сърнена Средна гора. Тук максималната височина е 1053,4 m и е разположена на границата с община Братя Даскалови, североизточно от хижа „Каваклийка“.

#### Води
Основна водна артерия на община Казанлък е река Тунджа, която протича през нея от запад на изток, по южната периферия на Казанлъшката котловина с част от горното си течение. На нея, в западната част на общината е изградена преградната стена на големия язовир Копринка, като на нейна територия попада само „долната“ му част. Основни притоци на Тунджа в пределите на общината са реките:
– Лешница (ляв). Влива се в язовир Копринка;
– Гюрля (28 км, десен). Тя извира под името Мандренска река на 1050 м н.в., на 700 м североизточно от връх Каваклийка в Сърнена Средна гора. В горното си течение протича на изток, а след това завива на север и до село Средногорово долината ѝ е дълбока и силно залесена. В този си участък носи името Голямата река. След селото завива на северозапад и навлиза в южната част на Казанлъшката котловина, като долината ѝ става широка и значително по-плитка. Влива се в река Тунджа, на 700 м северозападно от село Горно Черковище, в южния ръкав на язовирКопринка, на 390 m н.в. Площта на водосборния r̀ басейн възлиза на 157 км², което представлява 1,86 % от водосборния басейн на река Тунджа.
– Варовита река (ляв). Влива се в язовир Копринка;
– Голямата река (ляв);
– Енинска река (Стара река, 28 км, ляв). Тя извира под името Стара река на 1397 м н.в. в Шипченска планина, в южното подножие на връх Бедек (1488 m). В началото тече на югоизток, като постепенно завива на югозапад и до село Енина протича в дълбока и залесена долина. Преди селото преминава през красивото Енинско ждрело, на изхода на което е изградена ВЕЦ „Енина“. При излизането си от планината, образува голям наносен конус, завива на юг, навлиза в Казанлъшката котловина, преминава през центъра на град Казанлък и се влива отляво в река Тунджа на 328 м н.в., на 300 м югозападно от новия аквапарк при село Овощник. Площта на водосборния ѝ басейн възлиза на 101 км², което представлява 1,2 % от водосборния басейн на река Тунджа.
– Дермендере (десен);
– Канлъдере (десен);
– Карадере (ляв).

#### Климат
Климатът е умереноконтинентален, с по-голям брой слънчевите дни. Лятото е умерено топло, сравнително по-хладно, отколкото в Тракийската низина. Лятната сума на валежите е голяма поради близостта на планината. През втората половина на лятото и началото на есента има продължителни засушавания. За района количеството валежи е малко под средното за страната. Най-малко валежи падат през март (31 л/м2), а най-много – през юни (76 л/м2). Зимата в Казанлък е мека, а снеговалежите са рядкост. Преобладаващата посока на ветровете е от северозапад. Средната годишна скорост на северните и северозападните ветрове са съответно 3.7 и 5.5 м/сек. Средната повторяемост на „тихо“ време с вятър под 0.5 м/сек е 57,3 %. Средната относителна влажност на въздуха е 50 – 60%, абсолютната – 4 – 12 мм. Средна януарска температура 0,7 °C, средна юлска – 20,4 °C.

#### Почви
Почвите се характеризират с голямо разнообразие: делувиални и делувиално-ливадни, ливадно-черноземовидни, канелени горски излужени, като преобладаващ тип е канелено-горският. Покрай река Тунджа и Енинска река са налични алувиални почви. В най-ниската част на Казанлъшкото поле на места са разпространени заблатените почви по поречието на Тунджа. По отношение на агропроизводствените си характеристики алувиалните почви са високопродуктивни – представени са в обработваеми земи от I, II и III категория. Те са ограничител за териториалното развитие на град Казанлък. Основната част от тях са засадени с рози и трайни насаждения. Североизточно от Казанлък са разпространени нископродуктивни земи, които са силно ерозирали. Част от тях са заети от ливади и пасища. В горските територии са разпространени два основни типа почви – излужени канелени горски почви, кафяви горски и алувиални почви по поречието на Тунджа. В региона има традиции в производството на етерично-маслените култури. Маслодайната роза намира благоприятни за виреене условия – подходяща температура, висока влажност и леки песъчливи канелено-горски почви.

### Населени места
Общината се състои от 20 населени места. Списък на населените места, подредени по азбучен ред, население и площ на землищата им:
| Населено място  | Пребр. на населението през 2021 г. | Площ на землището (в км²) | Забележка (старо име) | Населено място | Пребр. на населението през 2021 г. | Площ на землището (в км²) | Забележка (старо име)  |
| Бузовград       | 1905                               | 13,198                    | Армаганово            | Кънчево        | 882                                | 23,238                    | Ишиклии, Горно Градище |
| Голямо Дряново  | 328                                | 12,799                    | Бичерлии              | Овощник        | 1624                               | 11,475                    | Имишлери               |
| Горно Изворово  | 220                                | 24,624                    | Горно Гюсово          | Розово         | 1102                               | 21,490                    | Орозово                |
| Горно Черковище | 1224                               | 79,430                    | Симитлери, Морозово   | Ръжена         | 963                                | 37,828                    | Ръжина                 |
| Долно Изворово  | 555                                | 22,116                    | Долно Гюсово          | Средногорово   | 201                                | 68,111                    | Къзъл агач дере        |
| Дунавци         | 577                                | 12,661                    | Бахаслии              | Хаджидимитрово | 1543                               | 9,752                     | Секеречево             |
| Енина           | 2476                               | 71,091                    | Кечи дере (Кози дол)  | Черганово      | 956                                | 16,843                    |                        |
| Казанлък        | 42 208                             | 36,067                    |                       | Шейново        | 1555                               | 39,080                    |                        |
| Копринка        | 2492                               | 21,497                    | Салтъково             | Шипка          | 1233                               | 37,988                    |                        |
| Крън            | 3023                               | 28,750                    | Хасът                 | Ясеново        | 654                                | 46,743                    | Химитлии, Ясен         |

## Административно-териториални промени
- Указ № 59/обн. 23.02.1900 г. – преименува с. Имишлери (Емишлери) на с. Овощник;
- Указ № 462/обн. 21.12.1906 г. – преименува с. Армаганово на с. Бузовград;

– преименува с. Бичерлии на с. Голямо Дряново;
– преименува с. Ишиклии (Ашиклии) на с. Горно Градище;
– преименува с. Горно Гюсово на с. Горно Изворово;
– преименува с. Симитлери на с. Горно Черковище;
– преименува с. Долно Гюсово на с. Долно Изворово;
– преименува с. Бахаслии на с. Дунавци;
– преименува с. Хасът на с. Крън;
– преименува с. Орозово на с. Розово;
– преименува с. Къзъл агач дере на с. Средногорово;
– преименува с. Средно Гюсово на с. Средно Изворово;
- МЗ № 2820/обн. 14.08.1934 г. – преименува с. Салтъково на с. Копринка;

– преименува с. Секеречево на с. Хаджидимитрово;
- МЗ № 1695/обн. 27.09.1937 г. – заличава с. Канлии (Меджит сюнетлер) поради изселване;
- МЗ № 2917/обн. 16 януари 1943 г. – заличава с. Долно Изворово и го пресъединява като квартала на с. Енина;
- Указ № 131/обн. 14.03.1950 г. – преименува с. Горно Градище на с. Кънчево;
- Указ № 47/обн. 09.02.1951 г. – преименува с. Горно Черковище на с. Морозово;

– преименува с. Химитлии на с. Ясен;
- Указ № 960/обн. 4 януари 1966 г. – преименува с. Ръжина на с. Ръжена;

– преименува с. Ясен на с. Ясеново;
- Указ № 757/обн. 08.05.1971 г. – отделя кв. Долно Изворово от с. Енина и го възстановява като отделно населено място – с. Долно Изворово;
- Указ № 1238/обн. 23.08.1977 г. – признава с. Шипка за гр. Шипка;
- Указ № 583/обн. 14.04.1981 г. – заличава с. Средно Изворово поради изселване;
- Указ № 79/обн. 31.03.1995 г. – възстановява старото име на с. Морозово на с. Горно Черковище;
- Реш. МС № 755/обн. 25.10.2011 г. – признава с. Крън за гр. Крън.

## Население
Численост на населението според преброяванията през годините:
| Година на преброяване | Численост |
| 1934                  | 39 848    |
| 1946                  | 44 503    |
| 1956                  | 53 865    |
| 1965                  | 67 818    |
| 1975                  | 83 579    |
| 1985                  | 91 279    |
| 1992                  | 88 761    |
| 2001                  | 81 533    |
| 2011                  | 72 581    |
| 2021                  | 65 721    |

### Етнически състав
Численост и дял на етническите групи според преброяването на населението през 2011 г., по населени места (подредени по численост на населението):
| Населено място  | Численост | Численост | Численост | Численост | Численост | Численост           | Численост     | Населено място  | Дял (в %) | Дял (в %) | Дял (в %) | Дял (в %) | Дял (в %)           | Дял (в %)     |
| Населено място  | Общо      | Българи   | Турци     | Цигани    | Други     | Не се самоопределят | Не отговорили | Населено място  | Българи   | Турци     | Цигани    | Други     | Не се самоопределят | Не отговорили |
| Общо            | 72 581    | 57 822    | 4962      | 3738      | 787       | 455                 | 4817          | 100.00          | 79.66     | 6.83      | 5.15      | 1.08      | 0.62                | 6.63          |
| --------------- | --------- | --------- | --------- | --------- | --------- | ------------------- | ------------- | --------------- | --------- | --------- | --------- | --------- | ------------------- | ------------- |
| Казанлък        | 47 325    | 40 360    | 1462      | 2073      | 311       | 207                 | 2912          | Казанлък        | 85.28     | 3.08      | 4.38      | 0.65      | 0.43                | 6.15          |
| Крън            | 3322      | 2352      | 350       | 82        | 95        | 23                  | 420           | Крън            | 70.80     | 10.53     | 2.46      | 2.85      | 0.69                | 12.64         |
| Копринка        | 2707      | 1757      | 467       | 137       | 24        | 98                  | 224           | Копринка        | 64.90     | 17.25     | 5.06      | 0.88      | 3.62                | 8.27          |
| Енина           | 2477      | 2244      | 8         | 52        | 59        | 11                  | 103           | Енина           | 90.59     | 0.32      | 2.09      | 2.38      | 0.44                | 4.15          |
| Бузовград       | 2171      | 1304      | 629       | 141       | 5         | 11                  | 81            | Бузовград       | 60.06     | 28.97     | 6.49      | 0.23      | 0.50                | 3.73          |
| Шейново         | 1871      | 1015      | 235       | 287       | 23        | 14                  | 297           | Шейново         | 54.24     | 12.56     | 15.33     | 1.22      | 0.74                | 15.87         |
| Овощник         | 1655      | 1587      | 3         | 6         |           |                     | 54            | Овощник         | 95.89     | 0.18      | 0.36      |           |                     | 3.26          |
| Хаджидимитрово  | 1504      | 501       | 315       | 233       | 42        | 29                  | 384           | Хаджидимитрово  | 33.31     | 20.94     | 15.49     | 2.79      | 1.92                | 25.53         |
| Горно Черковище | 1374      | 932       |           | 322       |           |                     | 47            | Горно Черковище | 67.83     |           | 23.43     |           |                     | 3.42          |
| Шипка           | 1336      | 1130      |           | 7         | 151       |                     | 35            | Шипка           | 84.58     |           | 0.52      | 11.30     |                     | 2.61          |
| Розово          | 1208      | 1127      | 43        | 20        |           |                     | 12            | Розово          | 93.29     | 3.55      | 1.65      |           |                     | 0.99          |
| Кънчево         | 1117      | 492       | 438       | 143       | 3         | 23                  | 18            | Кънчево         | 44.04     | 39.21     | 12.80     | 0.26      | 2.05                | 1.61          |
| Ръжена          | 1028      | 483       | 340       | 129       | 51        | 9                   | 16            | Ръжена          | 46.98     | 33.07     | 12.54     | 4.96      | 0.87                | 1.55          |
| Черганово       | 972       | 872       |           | 53        |           |                     | 29            | Черганово       | 89.71     |           | 5.45      |           |                     | 2.98          |
| Ясеново         | 692       | 276       | 270       | 18        | 0         | 3                   | 125           | Ясеново         | 39.88     | 39.01     | 2.60      | 0.00      | 0.43                | 18.06         |
| Дунавци         | 584       | 407       | 130       | 31        | 0         | 0                   | 16            | Дунавци         | 69.69     | 22.26     | 5.30      | 0.00      | 0.00                | 2.73          |
| Долно Изворово  | 541       | 322       | 157       | 3         | 12        | 7                   | 40            | Долно Изворово  | 59.51     | 29.02     | 0.55      | 2.21      | 1.29                | 7.39          |
| Голямо Дряново  | 262       | 260       |           | 0         |           |                     | 1             | Голямо Дряново  | 99.23     |           | 0.00      |           |                     | 0.38          |
| Горно Изворово  | 222       | 193       | 27        |           |           |                     | 0             | Горно Изворово  | 86.93     | 12.16     |           |           |                     | 0.00          |
| Средногорово    | 213       | 208       | 0         |           |           |                     | 3             | Средногорово    | 97.65     | 0.00      |           |           |                     | 1.40          |

## Транспорт
През средата на общината, от запад на изток, на протежение от 24.3 км преминава участък от трасето на жп линията София – Карлово – Бургас от Железопътната мрежа на България.
През общината преминават изцяло или частично 6 пътя от Републиканската пътна мрежа на България с обща дължина 107,4 км, от които се изваждат 6,6 км, които се дублират между Републикански път I-5 и Републикански път I-6 източно от град Казанлък и реално стават 100,8 км:
- участък от 36,1 км от Републикански път I-5 (от км 167,7 до км 203,8);
- участък от (21,1 км – 6,6 км = 14,5 км) от Републикански път I-6 (от км 309,9 до км 331,0);
- началният участък от 9 км от Републикански път II-56 (от км 0 до км 9,0);
- началният участък от 21,3 км от Републикански път III-608 (от км 0 до км 21,3);
- целият участък от 12,3 км от Републикански път III-5005
- целият участък от 7,6 км от Републикански път III-5601.

## Топографски карти
- Лист от карта K-35-39. Мащаб: 1 : 100 000.
- Лист от карта K-35-51. Мащаб: 1 : 100 000.
- Лист от карта K-35-52. Мащаб: 1 : 100 000.